# جيم باكن
جيم باكن (بالإنجليزية: Jim Bakken)‏ هو لاعب كرة قدم أمريكية أمريكي، ولد في 2 نوفمبر 1940 في ماديسون في الولايات المتحدة.

## وصلات خارجية
- جيم باكن على موقع مرجع كرة القدم المحترفة.كوم (الإنجليزية)
- جيم باكن على موقع قاعة ميسوري للمشاهير الرياضية (الإنجليزية)